# Armoriale dei comuni della provincia di Caserta
Questa pagina contiene le armi (stemmi e blasonature) dei comuni della provincia di Caserta.
| Stemma | Comune e blasonatura | Gonfalone e/o bandiera |
| ------ | --- | ---------------------- |
|        | Ailano D'azzurro, alle cinque stelle d'oro di sei raggi, disposte 2, 1, 2. Ornamenti esteriori da Comune. |                        |
|        | Alife Di rosso, all'elefante al naturale, gualdrappato di azzurro, cinghiato e frangiato di argento, sostenente una torre merlata di tre pezzi, d'oro, aperta del campo. Ornamenti esteriori da Città. D.C.G. del 10 giugno 1929, trascritto nei registri della consulta Araldica il 10 giugno 1929. Gonfalone: drappo di azzurro… |                        |
|        | Alvignano D'azzurro, alla sbarra accompagnata in capo da due stelle, di cinque raggi, ordinate in sbarra, e in punta dalla mezzaluna montante, il tutto d'argento. Ornamenti esteriori da Comune Gonfalone: drappo di bianco con la bordatura di azzurro… Bandiera: drappo di azzurro, caricato dalla sbarra accompagnata in capo da due stelle, di cinque raggi, ordinate in sbarra, e in punta dalla mezzaluna montante, il tutto d'argento. L'asta sarà ornata dalla cravatta con nastri tricolorati dai colori nazionali D.P.R. del 22 settembre 2009 |                        |
|        | Arienzo D'azzurro a tre monti di verde con le cime innevate sostenuti da una campagna al naturale. |                        |
|        | Aversa D'azzurro, al basilisco d'oro posato su una campagna diminuita al naturale. Motto: QUI SUB INGESTA IACUIT BASILISCUS HARENA, INVICTUM LIBER PROTULIT ILLE CAPUT. Ornamenti esteriori di città Gonfalone: drappo di azzurro… |                        |
|        | Baia e Latina Scudo di colore giallo e rosso su una pergamena bianca su sfondo di colore azzurro; sul lato sinistro dello scudo, in giallo, è riportata una croce di tipo normanno di colore nero, mentre sul lato destro, in rosso, è riportato un libro aperto con trascritte le lettere L L; lo scudo e la pergamena sono sormontati da una corona merlata; sotto lo scudo è riportato un fascione di colore bianco Gonfalone: drappo d'azzurro… |                        |
|        | Bellona di colore rosso, con la Dea Bellona in profilo, a destra, con chioma nera ed un diadema d'oro sulla testa. Indossa una tunica verde ed un manto azzurro, ritta sul cocchio d'oro, arabescato. Si nota una ruota del carro composta da otto raggi d'oro. La Dea sostiene, con la mano destra, una lancia d'oro, posta in banda alzata, e con la mano sinistra le briglie d'oro, con cui guida quattro cavalli, impennati, rivoltati, visti in prospettiva, di nero, trainanti il cocchio, muniti di morsi, cavezze, sottopancia e tirelle d'oro Gonfalone: drappo d'azzurro, riccamente ornato di ricami d'argento e con stemma comunale, con al centro la denominazione del Comune. Le parti in metallo ed i cordoni sono argentati. L'asta verticale è ricoperta di velluto d'azzurro, con bullette argentate a forma di spirale. Nella freccia è rappresentato lo stemma del Comune e sul gambo inciso il nome. Cravatta con nastri tricolore ornati d'argento. |                        |
|        | Caianello campo di cielo, all'Arcangelo Michele in atto di calpestare il demonio, brandendo con la destra sollevata la spada posta in banda, la punta in basso, mentre a sinistra trattiene con una catena il demonio medesimo D.P.C.M. nº 61 del 4 novembre 1930 |                        |
|        | Caiazzo D'azzurro, alla croce di rosso, accantonata da quattro gigli d'oro. Gonfalone: drappo partito di rosso e di azzurro… |                        |
|        | Calvi Risorta |                        |
|        | Camigliano |                        |
|        | Cancello ed Arnone D.P.C.M. del 25 giugno 1945 Gonfalone: drappo di azzurro… |                        |
|        | Capodrise d'oro, alla banda abbassata, di rosso, caricata dalla stella di sei raggi, d'oro, essa banda cimata dalla testa, collo, spalle, del guerriero, di carnagione, la testa in profilo, barbuta di nero, con l'elmo di verde, accompagnata da due stelle di sei raggi, di azzurro, la stella di destra posta all'altezza della bocca del guerriero, la stella di sinistra posta ad eguale altezza. Ornamenti esteriori da Comune. Gonfalone: drappo troncato di rosso di verde, riccamente ornato di ricami di argento e caricato dallo stemma sopra descritto con la iscrizione centrata in argento, recante la denominazione del Comune. Le parti di metallo ed i cordoni saranno argentati. L'asta verticale sarà ricoperta di velluto dei colori del drappo, alternati, con bullette argentate poste a spirale. Nella freccia sarà rappresentato lo stemma del Comune e sul gambo inciso il nome. Cravatta con nastri tricolorati dai colori nazionali frangiati d'argento Bandiera: i colori della bandiera comunale sono rosso e verde in due bande verticali uguali. |                        |
|        | Capriati a Volturno Raffigura tra l'altro un capriolo posto in campo azzurro D.P.R. del 15 settembre 1988 Gonfalone: drappo partito di bianco e di azzurro… |                        |
|        | Capua è costituito da due scudi, con al di sotto la scritta SPQC. Il primo scudo riporta una croce d'oro in campo rosso, con una corona d'oro al di sopra della croce. Il secondo riporta un cratere con sette vipere. Gonfalone: drappo partito di rosso e di giallo a coda di rondine… |                        |
|        | Carinaro Di azzurro, alla fascia d'argento, al leone coronato d'oro sul tutto. Ornamenti esteriori da Comune. D.P.R. del 25 giugno 1963 Gonfalone: drappo partito di azzurro e di bianco… |                        |
|        | Carinola Scudo d'azzurro, alla croce formata da nove rombi d'argento, di cui cinque in palo, appuntati, e quattro in fascia accolati, e questi moventi due a destra e due a sinistra dal rombo di mezzo fra quelli in palo; esso scudo accostato da due rami, l'uno di quercia a destra, l'altro di olivo a sinistra, decussati sotto la punta e legati di rosso: e cimato da una corona formata da un cerchio di muro d'oro aperto da quattro porte e merlato di cinque pezzi dello stesso, uniti da muricciuoli d'argento R.D. del 26 luglio 1868 Gonfalone: drappo partito di bianco e di azzurro… |                        |
|        | Casagiove Gonfalone: Drappo partito di giallo e di rosso… |                        |
|        | Casal di Principe Partito d'azzurro e d'argento, al casale del secondo fondato sulla pianura di verde, torricellato di due e finestrato d'azzurro; casale e torri aventi copertura conica di rosso, aperto da una coppia di fornici del campo, con copertura arrotondata dello stesso, finestrato da quattro bifore del campo, timpanate di rosso Gonfalone: drappo partito di azzurro e di bianco… |                        |
|        | Casaluce Gonfalone: drappo di azzurro… |                        |
|        | Casapesenna Spaccato, nel 1° d'argento al braccio armato vestito di ferro, movente dalla sinistra dello scudo ed armato di clava; nel 2° d'argento con tre fasce ondate azzurre. |                        |
|        | Casapulla Una torre con sovrastante sole, racchiusi in un ovale pergamenato, sormontato da corona a cinque punte, circondato da due rami, uno di alloro a sinistra e l'altro di quercia a destra. Gonfalone: drappo di azzurro… |                        |
|        | Caserta tagliato: nel primo, di rosso, alla catena di monti di verde, digradante verso il capo, fondata sulla partizione, sostenente una torre d'oro, murata di nero, chiusa e finestrata di due, dello stesso, merlata alla ghibellina di tre, sormontata dalla corona d'oro all'antica di cinque punte visibili; illuminato da un sole d'oro nascente dal canton destro dello scudo. Nel secondo, d'azzurro, alle due cornucopie d'oro, la prima pressoché in palo e contenente frutti e fiori al naturale, la seconda posta pressoché in fascia e contenente spighe di grano al naturale: spighe e frutti attigui alla partizione; esse cornucopie decussate in punta legate con una corona d'oro all'antica di cinque punte visibili infilata, rovesciata. Ornamenti esteriori di città. Gonfalone: drappo partito di azzurro e di rosso, riccamente ornato di ricami di oro e caricato dallo stemma sopra descritto con la inserzione centrata in oro: Città di Caserta. Le parti di metallo ed i cordoni saranno dorati. L'asta verticale sarà ricoperta di velluto dei colori del drappo, alternati con bullette dorate poste a spirale. Nella freccia sarà rappresentato lo stemma della città e sul gambo inciso il nome. Cravatta con nastri tricolorati dai colori nazionali frangiati d'oro. D.P.R. del 16 gennaio 1995, registrato nei registri dell'Ufficio Araldico il 10 febbraio 1995 Reg. anno 1995 Pag. n. 6 |                        |
|        | Castel Campagnano Tenda da campo con sulla cima una croce tutto su sfondo blu, circoscritta da gigli e su tutto una corona a cinque punte con base rossa. Gonfalone: drappo di azzurro… |                        |
|        | Castel Morrone d'azzurro, alla torre di tre palchi d'oro, murata di nero, merlata alla guelfa, con i palchi inferiore e mediano di cinque, il superiore di tre e ogni palco finestrato con finestrella tonda di colore nero, chiusa di nero, sostenuta dal colle all'italiana di verde, unito a due minori colli, dello stesso, fondati in punta e detta torre accompagnata nei fianchi dalle lettere maiuscole M ed E di rosso e sormontata da due sciabole d'oro, decussate, con le punte all'insù. Ornamenti esteriori da Comune. Gonfalone: drappo di rosso… D.P.R. del 26 giugno 2006 |                        |
|        | Castel Volturno due torri collegate da un ponte con due arcate attraversate dal fiume. Gonfalone: drappo di bianco… |                        |
|        | Castel di Sasso di azzurro, al castello d'oro, murato di nero, merlato alla guelfa, le due torri ognuna di tre, il fastigio di sette, esso castello chiuso di nero, finestrato di tre, dello stesso, due finestre nelle torri, una sopra la porta, sormontato dalla lettera maiuscola S, d'oro, fondato sul monticello di verde, sassoso di cinque di argento, esso monticello fondato in punta. Ornamenti esteriori da Comune. Gonfalone: drappo di giallo con la bordatura di azzurro… D.P.R. del 7 gennaio 2010 |                        |
|        | Castello del Matese |                        |
|        | Cellole D.P.C.M. dell'11 aprile 1986 Gonfalone: drappo di giallo… |                        |
|        | Cervino |                        |
|        | Cesa |                        |
|        | Ciorlano |                        |
|        | Conca della Campania Inquartato: nel primo e nel quarto, d'azzurro alla torre d'argento; nel secondo e nel terzo di rosso alla torre d'argento finestrata del campo e aperta di nero. |                        |
|        | Curti Gonfalone: Drappo di azzurro leggermente appuntato… |                        |
|        | Dragoni D'argento al dragone di nero, al capo cucito di rosso caricato di uno svolazzo di nero e dalla scritta "Dragoni" pure di nero. |                        |
|        | Falciano del Massico Inquartato in decusse; nel PRIMO d'azzurro, alla vite pampinosa di quattro di verde, fruttata di due d'oro, nel SECONDO d'argento, alla pianta di pomodoro di verde, fruttata di quattro di rosso; nel TERZO d'oro, alla pianta di tabacco verde, fogliata di otto; nel QUARTO di rosso, alla spiga di frumento d'oro. Ornamenti esteriori di comune Gonfalone: drappo partito di bianco e di azzurro riccamente ornato di ricami d'argento e caricato dello stemma comunale con l'iscrizione centrata in argento: Comune di Falciano del Massico. Le parti di metallo ed i cordoni saranno argentati, l'asta verticale sarà ricoperta di velluto dei colori del drappo, alternati con bullette argentate poste a spirale. Nella freccia sarà rappresentato lo stemma del comune e sul gambo inciso il nome. Cravatta con nastri tricolorati dai colori nazionali, frangiati d'argento |                        |
|        | Fontegreca di azzurro, alla torre d'oro, merlata alla guelfa di cinque, murata, finestrata, chiusa di nero, fondata sulla pianura di verde, accompagnata in capo dal monogramma della Beata Vergine Maria, d'oro, nei fianchi da due cipressi, uno e uno, di verde, fustati al naturale, nodriti nella pianura. Ornamenti esteriori da Comune Gonfalone: drappo di giallo con la bordatura di azzurro D.P.R. del 25 febbraio 2008 |                        |
|        | Formicola Il Comune di Formicola ha come stemma "la formica che si arrampica su una spiga di grano" in segno di ingegnosa previdenza, sotto lo stemma c'è l'alloro e la quercia ed è coronato per la dignità della vecchia baronia. Gonfalone: La bandiera del Comune è il gonfalone, recante su fondo azzurro lo stemma del Comune e sovrapposta la scritta "Comune di Formicola". |                        |
|        | Francolise |                        |
|        | Frignano |                        |
|        | Gallo Matese campo di cielo, alla grande coppa d'oro, con due manici curvilinei, dello stesso, colma d'acqua di azzurro, fondata in punta, il bordo sostenente due galli policromi al naturale, allumati e bargigliati di rosso, imbeccati d'oro, con le zampe dello stesso, affrontati, il gallo a destra più piccolo e con la zampa sinistra alzata, il gallo a sinistra con la zampa destra alzata. Ornamenti esteriori da Comune. Gonfalone: drappo di giallo… D.P.R. del 25 gennaio 2005 |                        |
|        | Galluccio D'argento al gallo ardito al naturale. |                        |
|        | Giano Vetusto Di rosso alla testa del dio Giano d'oro. |                        |
|        | Gioia Sannitica |                        |
|        | Grazzanise Riquadro rettangolare riportante al centro le Tre Grazie Eufrosine, Aglaia e Talia. |                        |
|        | Gricignano di Aversa |                        |
|        | Letino D'argento alla torre merlata d'oro, aperta, finestrata e murata di nero, sostenuta da un terrazzo di verde. Gonfalone: drappo di azzurro… |                        |
|        | Liberi Di azzurro, alla torre di argento, murata di nero, merlata alla guelfa di cinque, fondata in punto, finestrata con finestrella tonda di nero, chiusa dello stesso, accompagnata sui fianche dalle lettere maiuscole S e C d'oro.Ornamenti esteriori di Comune. D.P.R. del 20 novembre 2000 Gonfalone: drappo di giallo, riccamente ornato di ricami d'argento e caricato dallo stemma sopradescritto con la iscrizione centrata in argento recante la denominazione del Comune. L'asta verticale sarà ricoperta di velluto giallo, con bullette argentate poste a spirale. Nella freccia sarà rappresentato lo stemma del Comune e sul gambo inciso il nome. Cravatta con nastri tricolorati dai colori nazionali frangiati d'argento. |                        |
|        | Lusciano |                        |
|        | Macerata Campania d'azzurro, alla vacca passante d'argento con il capo in maestà, al capo diminuito troncato di azzurro e d'oro. Ornamenti esteriori da Comune. Gonfalone: drappo di giallo… |                        |
|        | Maddaloni campo di cielo al castello merlato alla ghibellina fondato su rocce al naturale, aperto e finestrato di tre, torricellato di tre pezzi di giallo, il mediano più elevato, merlati alla guelfa. Ornamenti esteriori da città. Gonfalone: drappo azzurro riccamente ornato di ricami dorati e caricato dello stemma comunale con la iscrizione centrata in oro: Città di Maddaloni. Le parti di metallo ed i cordoni saranno dorati. L'asta verticale sarà ricoperta di velluto azzurro con bullette dorate poste a spirale. Nella freccia sarà rappresentato lo stemma del Comune e sul gambo inciso il nome. Cravatta e nastri tricolori dai colori nazionali franciati d'oro. |                        |
|        | Marcianise Di argento; il castello di rosso, aperto, e murato di nero, merlato, torricellato; oltre alle due torri laterali merlate, di un'altra simile nel messo, più alta, e fiancheggiato da due mezze rurpi al naturale, moventi dai fianchi dello scudo; il tutto fondato sulla pianura erbosa al naturale, e posto sotto un capo di verde, carico di tre covoni d'oro, legati di rosso, posti in palo, ed ordinati in fascio, col motto PROGREDITUR, scritto a lettere maiuscole romane di nero, entro una lista bianca svolazzante in fascia, sotto la punta dello scudo; esso scudo, cimato dalla corona murale, propria delle Città, è accostato da due rami d'olivo e di quercia, fruttati al naturale, decussati sotto la punta, e legati di rosso. R.D. del 10 marzo 1872 |                        |
|        | Marzano Appio D'azzurro al castello d'argento aperto, finestrato e murato di nero, al capo d'argento caricato di una croce potenziata di nero. Gonfalone: drappo troncato di azzurro e di bianco… |                        |
|        | Mignano Monte Lungo Di rosso alle tre fasce d'argento. Gonfalone: drappo di bianco… |                        |
|        | Mondragone D'oro, al drago di quattro zampe, di verde, allumato di rosso, passante su tre colli all'italiana, uniti, fondati in punta, di azzurro, il colle centrale più alto e più largo, esso drago poggiante la zampa anteriore sinistra sul colle posto a destra, le due zampe posteriori sul colle posto a sinistra e caricante il colle centrale con la parte terminale della coda, posta in sbarra. Ornamenti esteriori da Città. Gonfalone: drappo partito di giallo e di rosso riccamente ornato di ricami d'oro e caricato dello stemma sopra descritto con la iscrizione centrata in oro, recante la denominazione della città. Le parti di metallo ed i cordoni saranno dorati. L'asta verticale sarà ricoperta di velluto dei colori del drappo, alternati con bullette dorate poste a spirale. Nella freccia sarà rappresentato lo stemma della Città e sul gambo inciso il nome. Cravatta con nastri tricolorati dai colori nazionali, frangiati d'oro. |                        |
|        | Orta di Atella D'azzurro al castello di tre torri d'oro. Gonfalone: drappo leggermente appuntato, palato di verde, di bianco e di rosso… |                        |
|        | Parete D'azzurro a tre bande d'argento al covone di grano d'oro passante sul tutto. Gonfalone: drappo partito di bianco e di azzurro… |                        |
|        | Pastorano D'azzurro, alla pecora d'argento passante sulla campagna erbosa di verde. Ornamenti esteriori di Comune. Gonfalone: drappo partito di bianco e di azzurro… |                        |
|        | Piana di Monte Verna D'azzurro alla fascia d'argento accompagnata da due stelle d'argento (5) posta una in capo ed una in punta. Gonfalone: drappo di azzurro… |                        |
|        | Piedimonte Matese D'argento, ai tre cipressi di verde, fustati al naturale, nodriti su tre montagne di verde, fondate in punta e uscenti dai fianchi dello scudo, la montagna a sinistra con i declivi visibili, quella centrale con il declivio in banda parzialmente celato dalla montagna a sinistra, quella a destra con il declivio in banda parzialmente celato dalla montagna centrale. Ornamenti esteriori da Città. D.P.R. del 28 novembre 2003 Gonfalone: drappo di bianco… Bandiera: drappo di bianco, caricato dallo stemma della Città. L'asta sarà ornata dalla cravatta con nastri tricolorati dai colori nazionali D.P.R. del 30 ottobre 2008 |                        |
|        | Pietramelara D'azzurro ad un monte di pietre sostenente un vaso di cotto, sormontato da tre api d'oro disposte (1-2) in volo verso il vaso. D.P.R. del 13 dicembre 1978 Gonfalone: drappo partito di bianco e di azzurro… |                        |
|        | Pietravairano Partito: nel primo d'argento, al cane di rosso, seduto sul monte all'italiana di tre colli, di verde; nel secondo di rosso a cinque spighe di frumento d'oro, poste a ventaglio, legate da un nastro svolazzante d'azzurro. Ornamenti esteriori da Comune. D.P.R. del 10 novembre 1983. |                        |
|        | Pignataro Maggiore Gonfalone: drappo di azzurro |                        |
|        | Pontelatone |                        |
|        | Portico di Caserta D'azzurro alla fascia d'argento accompagnata da tre stelle di sei raggi del secondo, poste due in capo e una in punta. Ornamenti esteriori da Comune. D.P.R. del 21 maggio 1958 Gonfalone: drappo troncato d'azzurro e di bianco… |                        |
|        | Prata Sannita |                        |
|        | Pratella Di nero al leone d'argento. D.P.R. del 22 dicembre 1975, registrato alla Corte dei Conti il 24 gennaio 1976, reg. n. 2 Presidenza foglio n. 15. Gonfalone: drappo di bianco riccamente ornato di ricami d'argento e caricato dello stemma comunale con l'iscrizione centrata in argento: Comune di Pratella. Le parti di metallo ed i cordoni saranno argentati. L'asta verticale sarà ricoperta di velluto dei colori del drappo, alternati, con bullette argentate poste a spirale. Nella freccia sarà rappresentato lo stemma del Comune e sul gambo inciso il nome. Cravatta con nastri tricolorati dai colori nazionali frangiati d'argento. |                        |
|        | Presenzano D'azzurro al leone d'oro coronato da una torre dello stesso. Gonfalone: drappo di azzurro… |                        |
|        | Raviscanina D'argento, alla torre di due palchi, di rosso, mattonata di nero, ogni palco merlato alla guelfa di cinque e finestrato di uno di nero, chiusa dello stesso, sormontata dalla corona all'antica di cinque punte visibili, di azzurro, essa torre fondata sulla pianura di verde. Ornamenti esteriori da Comune. D.P.R. del 7 gennaio 2010 Gonfalone: Drappo di rosso… |                        |
|        | Recale |                        |
|        | Riardo Gonfalone: drappo partito di bianco e di azzurro… |                        |
|        | Rocca d'Evandro Di rosso a tre torri d'argento, la centrale più alta, aperte, finestrate e mattonate di nero. Gonfalone: Drappo di azzurro… |                        |
|        | Roccamonfina D'argento a tre monti di verde moventi dalla punta, sostenenti una torre merlata di rosso, aperta, finestrata e murata di nero, accompagnata a sinistra dalle lettere capitali "A." "F." di nero poste in palo e a destra dalle lettere capitali "L." "M." dello stesso poste in palo. Gonfalone: Drappo di azzurro… |                        |
|        | Roccaromana D'oro, all'aquila abbassata di nero, beccata d'oro , sostenente uno scudetto d'argento a due fasce di rosso. |                        |
|        | Rocchetta e Croce |                        |
|        | Ruviano |                        |
|        | San Cipriano d'Aversa Gonfalone: drappo di rosso… |                        |
|        | San Felice a Cancello D'argento, alla banda d'azzurro, caricata di sei stelle (6) d'oro, accompagnata in capo da due cornucopie pure d'azzurro in decusse, ripiene di frutti e foglie al naturale, e in punta da tre monti di verde al naturale fondati in punta. Gonfalone: drappo di azzurro… |                        |
|        | San Gregorio Matese Gonfalone: drappo di bianco |                        |
|        | San Marcellino d'argento, alla figura di San Marcellino, di carnagione, posto in maestà, aureolato d'oro, capelluto e barbuto di nero, scalzo, vestito con la lunga tunica di rosso, fermata in vita dalla fascia d'argento, con i lembi ricadenti in palo, munito mantello azzurro, il Santo benedicente con la mano destra, impugnante con la mano sinistra la palma del martirio, di verde, posta in sbarra alzata, accompagnato in punta da due cornucopie d'oro, una e una, poste in palo, con la punta all'ingiù, colme di frutti e spighe al naturale. Ornamenti esteriori da Comune. D.P.R. del 26 aprile 1991 |                        |
|        | San Marco Evangelista Partito semitroncato: nel primo, di rosso, alla pianticella di canapa, sradicata, d'oro; nel secondo, d'azzurro, alla stella di otto raggi, d'oro; nel terzo, inquartato in decusse, di rosso e d'oro. Ornamenti esteriori da Comune. Gonfalone: drappo partito di giallo e di rosso riccamente ornato di ricami d'argento e caricato dello stemma sopra descritto con l'iscrizione centrata in argento recante la denominazione del Comune. Le parti di metallo ed i cordoni saranno argentati. L'asta verticale sarà ricoperta di velluto, dei colori del drappo alternati con bullette argentate poste a spirale. Nella freccia sarà rappresentato lo stemma del Comune e sul gambo inciso il nome. Cravatta con nastri tricolori dai colori nazionali frangiati d'argento. |                        |
|        | San Nicola la Strada Gonfalone: drappo di bianco… |                        |
|        | San Pietro Infine Gonfalone: drappo partito di bianco e di azzurro… |                        |
|        | San Potito Sannitico Gonfalone: drappo di azzurro… |                        |
|        | San Prisco |                        |
|        | San Tammaro D'argento, alla vacca al naturale arrestata sostenuta da una campagna al naturale convessa, al capo cucito d'azzurro caricato di tre stelle d'argento di sei punte. |                        |
|        | Sant'Angelo d'Alife d'azzurro con la figura di S. Michele Arcangelo che calpesta il drago R.D. del 2 ottobre 1929 |                        |
|        | Sant'Arpino Di azzurro, alla corona di spine di diciotto intrecci, di rosso, attraversante il pastorale d'oro, posto in sbarra, essa corona sormontata dalla mitria d'oro, ornata di quattro rubini di rosso, posti in palo, con le infule d'oro svolazzanti, l'infula di sinistra attraversata dal manico ricurvo del pastorale. Sotto lo scudo su lista bifida e svolazzante di azzurro il motto in lettere maiuscole di nero, Ordo populusque atellanus. Ornamenti esteriori da Comune. Gonfalone: drappo partito di rosso e di giallo… D.P.R. del 24 aprile 2000 |                        |
|        | Santa Maria Capua Vetere Di rosso, con croce di calvario d'oro sormontata da corona nobile a cinque punte, fascia d'oro attraversante sulla partizione recante la sigla O.P.Q.C. (Ordo Populus Que Campanus) in lettere maiuscole romane di nero, con campagna mareggiata d'azzurro. Gonfalone: drappo di colore rosso ornato di ricami in oro e caricato dello stemma del Comune, ai cui lati sono posti un ramo di ulivo e un ramo di alloro intrecciati alla base, e reca in alto la dicitura in oro “Città di Santa Maria Capua Vetere”. Decreto del 24 giugno 1888 |                        |
|        | Santa Maria a Vico un ovale che incornicia la raffigurazione di una torre eretta su rocce e sulla cui sommità è assisa la Madonna Assunta |                        |
|        | Santa Maria la Fossa D'azzurro, al bue passante su una campagna di verde, sormontato da due spighe di grano d'oro, poste in decusse e sormontate da una stella a sei raggi, anch'essa d'oro. decreto 1951-01-10 DPR, concessione di stemma e gonfalone |                        |
|        | Sessa Aurunca D.P.C.M 3 giugno 1986 |                        |
|        | Sparanise D'azzurro, al calice d'oro, accompagnato da due serpenti affrontati ondeggianti in palo, sormontati da tre stelle (5) anch'esse d'oro. Gonfalone: Drappo di azzurro leggermente appuntato… |                        |
|        | Succivo |                        |
|        | Teano Gonfalone: drappo di azzurro… |                        |
|        | Teverola |                        |
|        | Tora e Piccilli D'azzurro, alla rocca a guisa di piramide tronca, con base trapezoidale isoscele, d'oro, murata di nero, chiusa di rosso, munita di torre quadrata, merlata di quattro alla guelfa d'oro, murata di nero, finestrata di due in fascia sotto merlatura, di rosso, chiusa dello stesso. D.P.R. nº 5112 del 28 novembre 1987 Gonfalone: drappo partito di giallo e di rosso riccamente ornato di ricami d'argento e caricato dello stemma comunale con la iscrizione in argento recante la denominazione del comune. Le parti in metallo ed i cordoni saranno argentati. L'asta verticale sarà ricoperta di velluto dei colori del drappo, alternati, con bullette argentate poste a spirale. Nella freccia sarà rappresentato lo stemma del comune e sul gambo inciso il nome. Cravatta e nastri ricolorati dai colori nazionali frangiati d'argento. |                        |
|        | Trentola Ducenta |                        |
|        | Vairano Patenora D'azzurro, a lupo d'oro, fermo sulla campagna di verde, con la testa alzata in banda, accompagnato in capo dalla croce di Malta di rosso ornamenti esteriori da Comune. Sotto lo scudo, su lista bifida e svolazzante di azzurro, il motto, in lettere maiuscole d'oro VAIRANUM IMPUGNANS IN NULLO PROFECIT. Gonfalone: drappo di rosso riccamente ornato di ricami d'argento e caricato dello stemma sopra descritto con l'iscrizione centrale in argento recante la denominazione del Comune. Le parti di metallo ed i cordoni saranno argentati. L'asta verticale sarà ricoperta di velluto rosso con bullette argentate poste a spirale. Nella freccia sarà rappresentato lo stemma del Comune e sul gambo inciso il nome. Cravatta con nastri tricolorati dai colori nazionali frangiati d'argento. |                        |
|        | Valle Agricola D'argento, alle lettere V, D, P, di rosso, in carattere lapidario romano, ordinate in fascia, accostate ed inframmezzate da quattro punti d'azzurro, accantonate da quattro bisanti d'argento, bordati e forati di nero. Ornamenti esteriori da Comune. D.P.R. nº 104 del 22 novembre 1984 Gonfalone: drappo di rosso… |                        |
|        | Valle di Maddaloni |                        |
|        | Villa Literno D'azzurro, a tre monti di verde sostenenti ciascuno un pino al naturale. Gonfalone: drappo di azzurro… |                        |
|        | Villa di Briano D'azzurro, a tre monti all'italiana di verde moventi dalla punta, al destrochiero al naturale uscente dal lato destro dello scudo e tenente cinque spighe di grano e un tralcio di vite al naturale, il tutto cimato da una stella di sei punte d'oro. Gonfalone: drappo di giallo… |                        |
|        | Vitulazio D'argento, a due tori di rosso, furiosi e affrontati, sostenenti un pino al naturale, il tutto su un terrazzo di verde. Gonfalone: Drappo partito di verde e di bianco… |                        |